# IC 5300
IC 5300 ist eine linsenförmige Galaxie vom Hubble-Typ S0 im Sternbild Pegasus am Nordsternhimmel. Sie ist schätzungsweise 517 Mio. Lichtjahre von der Milchstraße entfernt und hat einen Durchmesser von etwa 75.000 Lj. Im selben Himmelsareal befindet sich u. a. die Galaxie IC 5299.
Das Objekt wurde am 23. November 1897 vom französischen Astronomen Stéphane Javelle entdeckt.